# Chelodina colliei
Espèce
Synonymes
- Chelodina oblonga McCord & Joseph-Ouni, 2007

Statut de conservation UICN

 NT  : Quasi menacé
Chelodina colliei est une espèce de tortues de la famille des Chelidae.

## Répartition
Cette espèce est endémique d'Australie-Occidentale.

## Étymologie
Cette espèce est nommée en l'honneur d'Alexander Collie (1793–1835).

## Publications originales
- Gray, 1856 "1855" : On some New Species of Freshwater Tortoises from North America, Ceylon and Australia, in the collection of the British Museum. Proceedings of the Zoological Society of London, vol. 23, p. 197-202 (texte intégral).
- McCord & Joseph-Ouni, 2007 : A new genus of Australian longneck turtle (Testudines: Chelidae) and a new species of Macrochelodina from the Kimberley region of Western Australia (Australia). Reptilia, vol. 31, p. 56–64 (texte intégral).